# McLaren MP4/5
Chronologie des modèles (1989)
McLaren MP4/4 McLaren MP4/5B
La McLaren MP4/5 est la monoplace de Formule 1 conçue par l'écurie britannique McLaren Racing pour disputer la saison 1989 de Formule 1. Elle est pilotée par le Brésilien Ayrton Senna et le Français Alain Prost, déjà coéquipiers en 1988. Les pilotes essayeurs sont l'Italien Emanuele Pirro et le Britannique Jonathan Palmer. La MP4/5 est dotée d'un moteur Honda atmosphérique, premier moteur de ce type chez l'écurie depuis l'interdiction des moteurs turbocompressés.
Succédant à la MP4/4 qui avait remporté quinze victoires en seize épreuves, la MP4/5 domine la saison et permet à McLaren de s'adjuger aisément les titres mondiaux ; l'écurie est sacrée dès la douzième des seize manches, au Grand Prix d'Italie.

## Résultats en championnat du monde de Formule 1

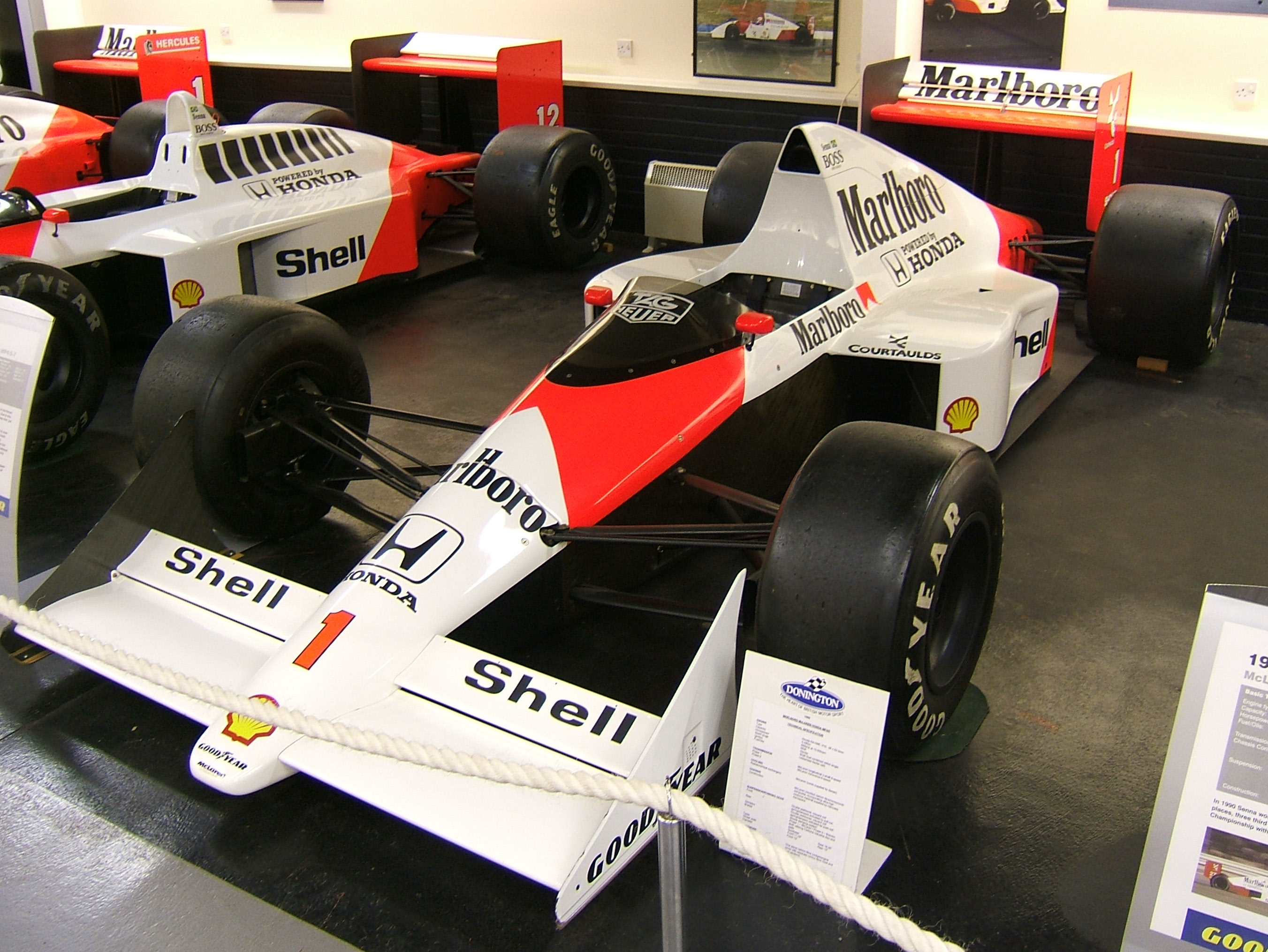
La McLaren MP4/5 d'Ayrton Senna exposée au musée de Donington Park

| Saison | Écurie                 | Moteur           | Pneus    | Pilotes      | Courses | Courses | Courses | Courses | Courses | Courses | Courses | Courses | Courses | Courses | Courses | Courses | Courses | Courses | Courses | Courses | Points inscrits | Classement |
| Saison | Écurie                 | Moteur           | Pneus    | Pilotes      | 1       | 2       | 3       | 4       | 5       | 6       | 7       | 8       | 9       | 10      | 11      | 12      | 13      | 14      | 15      | 16      | Points inscrits | Classement |
| ------ | ---------------------- | ---------------- | -------- | ------------ | ------- | ------- | ------- | ------- | ------- | ------- | ------- | ------- | ------- | ------- | ------- | ------- | ------- | ------- | ------- | ------- | --------------- | ---------- |
| 1989   | Honda Marlboro McLaren | Honda V10 RA109A | Goodyear |              | BRÉ     | SMR     | MON     | MEX     | USA     | CAN     | FRA     | GBR     | ALL     | HON     | BEL     | ITA     | POR     | ESP     | JAP     | AUS     | 141             | Champion   |
| 1989   | Honda Marlboro McLaren | Honda V10 RA109A | Goodyear | Ayrton Senna | 11e     | 1er     | 1er     | 1er     | Abd     | 7e      | Abd     | Abd     | 1er     | 2e      | 1er     | Abd     | Abd     | 1er     | Dsq     | Abd     | 141             | Champion   |
| 1989   | Honda Marlboro McLaren | Honda V10 RA109A | Goodyear | Alain Prost  | 2e      | 2e      | 2e      | 5e      | 1er     | Abd     | 1er     | 1er     | 2e      | 4e      | 2e      | 1er     | 2e      | 3e      | Abd     | Abd     | 141             | Champion   |

Légende : ici 